# Palaquium regina-montium
Palaquium regina-montium là một loài thực vật thuộc họ Sapotaceae. Đây là loài đặc hữu của Malaysia. Chúng hiện đang bị đe dọa vì mất môi trường sống.